# Chueca
Chueca é um município da província de Toledo, na comunidade autónoma de Castilla-La Mancha, na Espanha. Possui área de 10 quilómetros quadrados com população de 255 habitantes (2006) e densidade populacional de 21,27 habitantes por quilómetro quadrado.

## Demografia

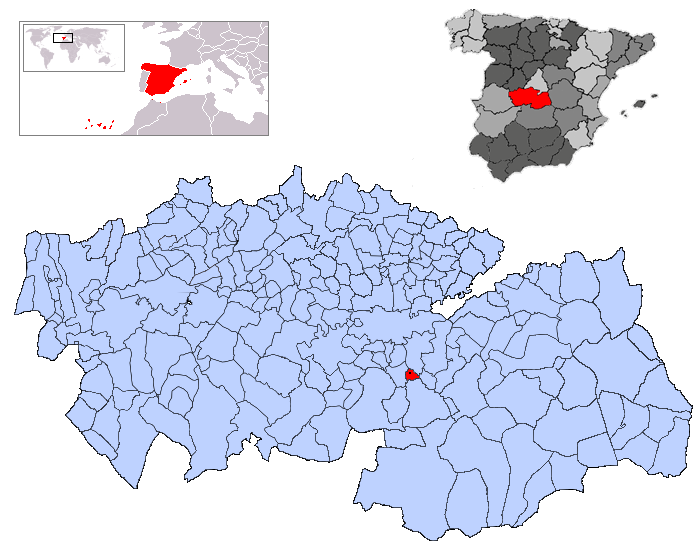
Localização de Chueca na província, no país e no mundo

| Variação demográfica do município entre 1991 e 2004 | Variação demográfica do município entre 1991 e 2004 | Variação demográfica do município entre 1991 e 2004 | Variação demográfica do município entre 1991 e 2004 |
| --------------------------------------------------- | --------------------------------------------------- | --------------------------------------------------- | --------------------------------------------------- |
| 1991                                                | 1996                                                | 2001                                                | 2004                                                |
| 251                                                 | 271                                                 | 277                                                 | 234                                                 |